# Lynn (nome)
Lynn  è un nome proprio di persona inglese maschile e femminile.

## Varianti
- Femminili: Lyn[1], Lynna[1], Lynne[1]
  - Nomi composti: Marilyn, Cherilyn, Kaylyn

## Origine e diffusione
È tratto da un cognome inglese, derivato a sua volta dal termine gallese llyn, "lago". Prima del XX secolo era un nome primariamente maschile, mentre in seguito la situazione si è ribaltata; cosa simile accadde anche per i nomi Shirley e Lindsay.
In alcuni casi può essere preso per un diminutivo di Linda, o altri nomi che contengono lin o lyn, mentre i nomi Lynette e Lynnette, sebbene in alcuni casi considerati diminutivi di Lynn, sono in realtà varianti del nome gallese Eluned. 
La variante Lynn coincide con un diffuso suffisso popolare inglese, lyn; l'elemento presente in nomi composti come Marilyn, Cherilyn e Kaylyn, quindi, può essere identificato sia nel nome che nel suffisso.

## Onomastico
Il nome è adespota, ovvero non è portato da alcun santo, quindi l'onomastico ricade il 1º novembre, per Ognissanti.

## Persone

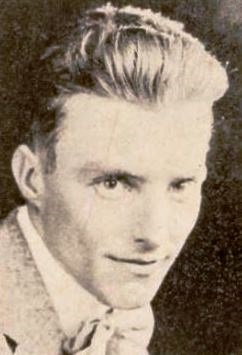
Lynn Reynolds

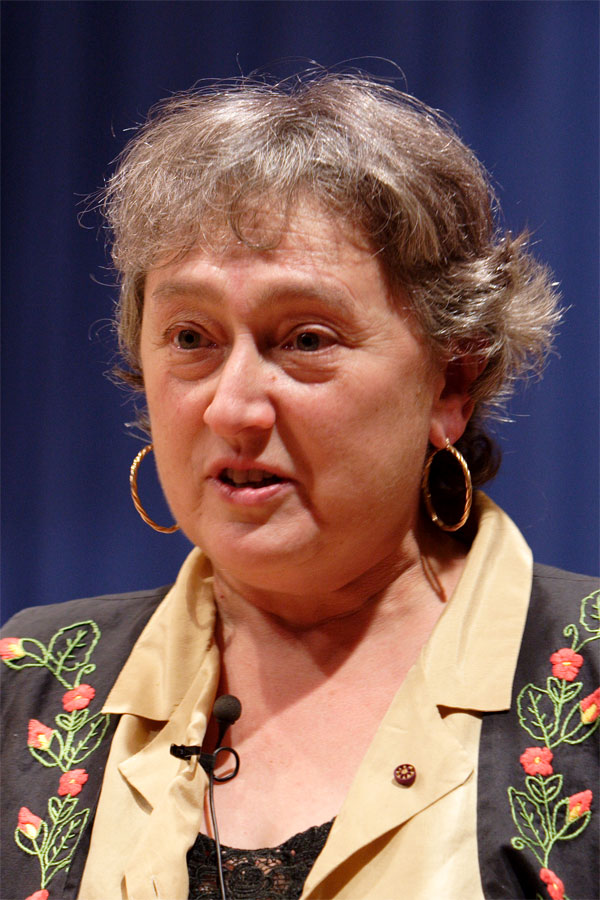
Lynn Margulis

### Maschile
- Lynn Chadwick, scultore inglese
- Lynn Davies, atleta britannico
- Lynn Greer, cestista statunitense
- Lynn Reynolds, regista e sceneggiatore statunitense
- Lynn Westmoreland, politico statunitense

### Femminile
- Lynn Anderson, cantante statunitense
- Lynn Burke, nuotatrice statunitense
- Lynn Cohen, attrice statunitense
- Lynn Collins, attrice statunitense
- Lynn Conway, informatica statunitense
- Lynn Hill, arrampicatrice statunitense
- Lynn Jenkins, politica statunitense
- Lynn Margulis, biologa statunitense
- Lynn Morley Martin, politica e dirigente d'azienda statunitense
- Lynn Redgrave, attrice britannica

### Variante femminile Lyn
- Lyn, cantante sudcoreana
- Lyn Lemaire, triatleta statunitense
- Lyn McClements, nuotatrice australiana
- Lyn Wilde, attrice e cantante statunitense

### Variante femminile Lynne
- Lynne Cheney, scrittrice e politica statunitense
- Lynne Featherstone, politica inglese
- Lynne Frederick, attrice inglese
- Lynne Lassal, modella francese

## Il nome nelle arti
- Lynn è un personaggio del manga e anime Ken il guerriero.
- Lynn Russell è un personaggio del manga e anime Lady!!.
- Jennifer-Lynn Hayden è un personaggio dei fumetti DC Comics.
- Lynn Minmay è un personaggio dell'anime The Super Dimension Fortress Macross e del film Macross - Il film.
- Lynn Stuart è un personaggio del film del 1958 La vera storia di Lynn Stuart, diretto da Lewis Seiler.
- Lynn Loud Sr e Lynn Loud Jr, rispettivamente padre e figlia, sono due personaggi della serie A casa dei Loud.